# Ikerasaarsuk (Upernavik)
Ikerasaarsuk (Ikerasârssuk prima della riforma ortografica del 1973, o Ikerakuuk) è un villaggio della Groenlandia di 12 abitanti (gennaio 2005). Si trova a 73°32'N 56°26'O; appartiene al comune di Avannaata.